# Käte Hoch

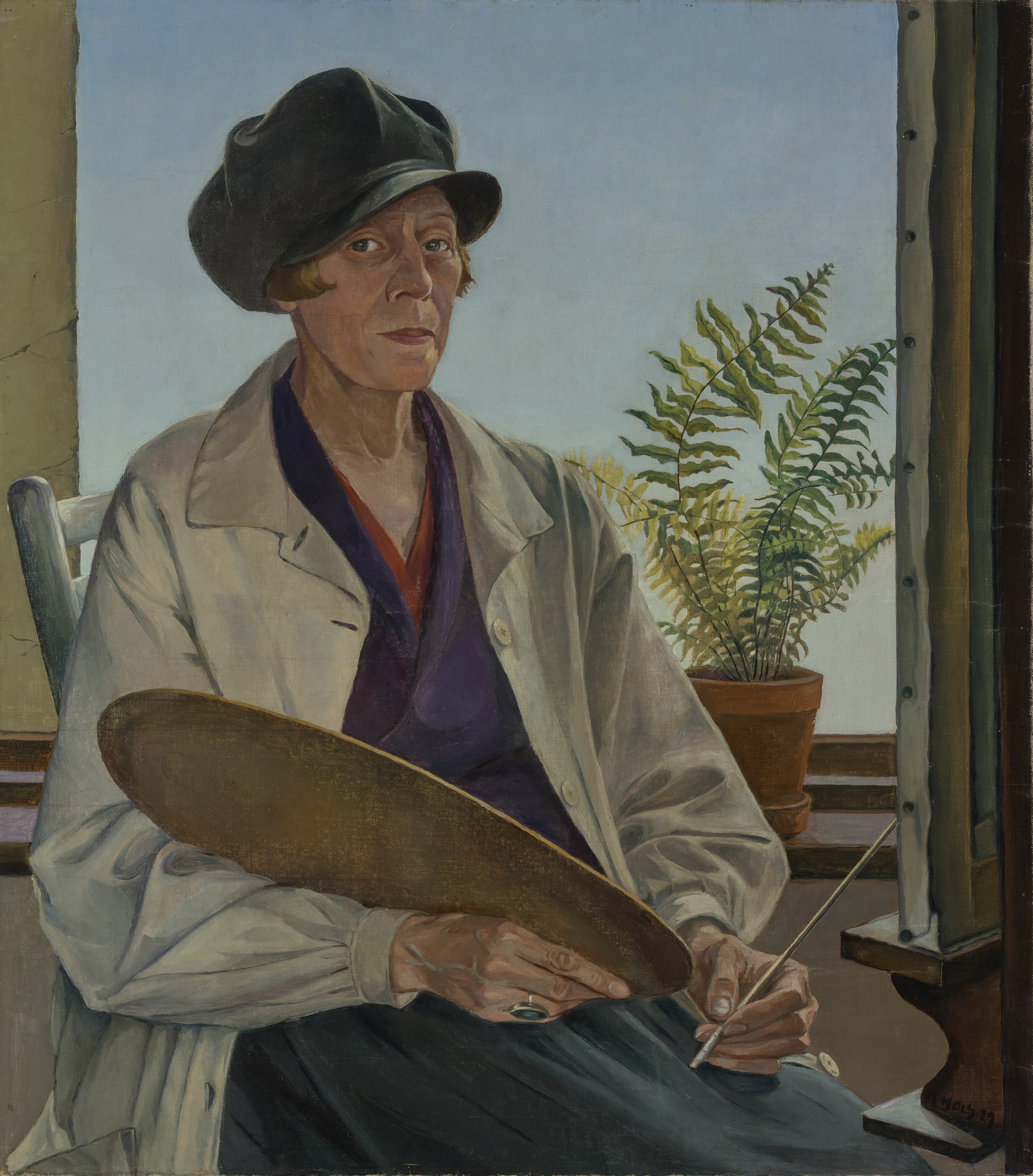
Käte Hoch: Selbstbildnis (1929)

Käte Hoch (Geburtsname: Katharina Kreszenz Schöller; * 31. August 1873 in Zwiesel; † 31. Mai 1933 in München) war eine deutsche Malerin.

## Leben
Käte Hoch zog nach dem frühen Tod der Eltern zu Verwandten nach München, wo sie von 1891 bis 1894 die Münchner Damenakademie besuchte. Um 1900 reiste sie nach Paris. Dort lernte sie den Schweizer Architekten Max Nippell kennen, den sie bald darauf heiratete und mit dem sie drei Kinder hatte. In Frankreich hatte sie Kontakt zu Henri Toulouse-Lautrec und der Académie Julian. Später zog das Paar nach Karlsruhe, um 1904 kehrte Käte Hoch nach München zurück. Sie ließ sich von ihrem ersten Mann scheiden und heiratete 1905 den Schauspieler und Maler Rudolf Hoch. Von 1906 an betrieb Hoch eine eigene Mal- und Zeichenschule in München. Ihre eigenen Werke konnte sie in Ausstellungen der Münchner Secession und des Kunstvereins München ausstellen. Daneben initiierte sie auch selbst Ausstellungen. 1929 illustrierte Käte Hoch die Kalendergeschichten von Oskar Maria Graf. Sie war auch Mitglied im von Graf gegründeten, politisch links stehenden Jung-Münchner-Kulturbund.
Wohl wegen ihrer politischen Einstellung stürmte ein SA-Trupp nach der Machtergreifung durch die Nationalsozialisten im Februar 1933 ihre Wohnung und ihr Atelier in der Georgenstraße 68/4 in Schwabing, wobei der Großteil ihrer Werke zerstört wurde.
In der Sammlung des Lenbachhauses in München befinden sich drei bedeutende Ölgemälde von Käte Hoch sowie ihr künstlerischer Teil-Nachlass, der zunächst an ihren engen Freund Erich Müller-Kamp gelangte. Nach dessen Tod 1980 kam dieser Teilnachlass 1988 als Schenkung an das Lenbachhaus.

## Werke

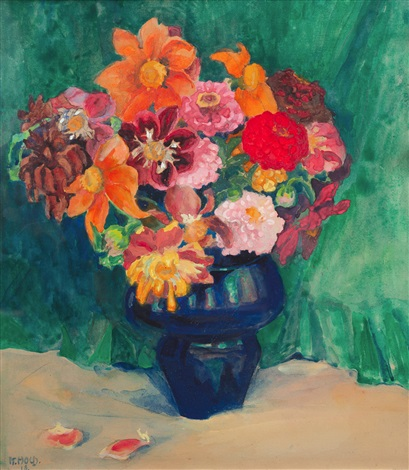
Gartenblumen (1918)
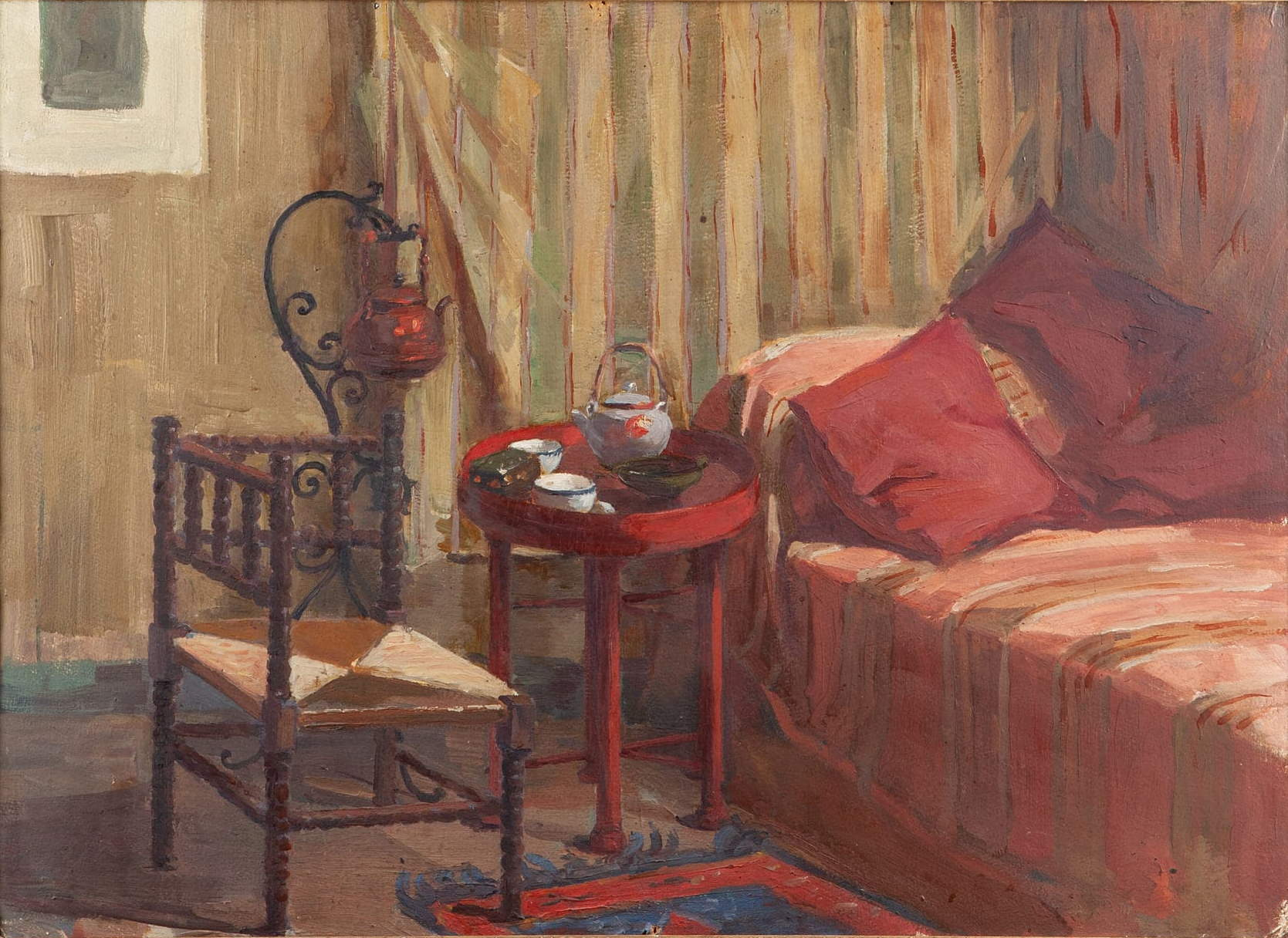
Interieur (1925) (Waldmuseum Zwiesel)
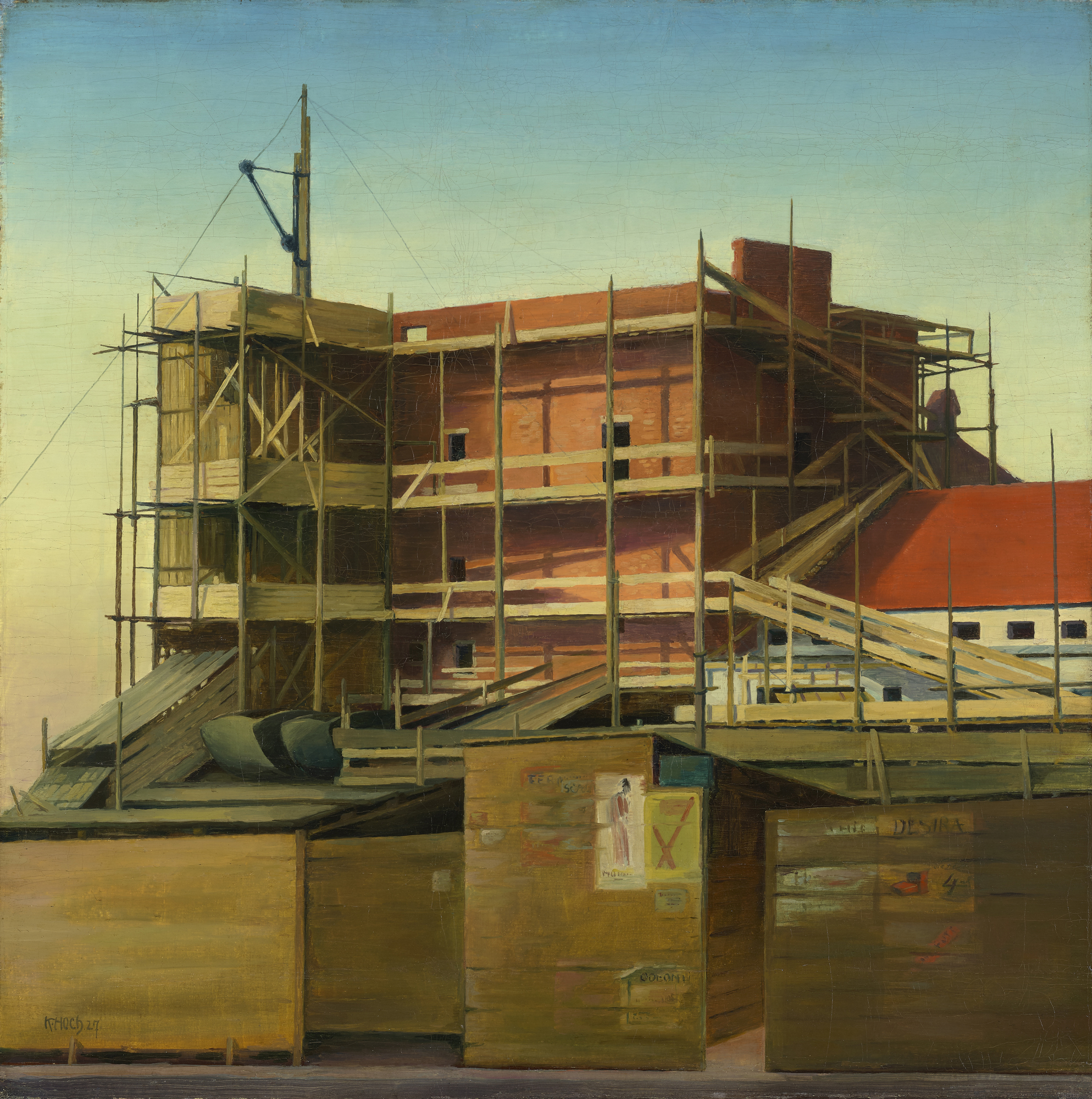
Neubau (1927) (Städtische Galerie im Lenbachhaus, München)
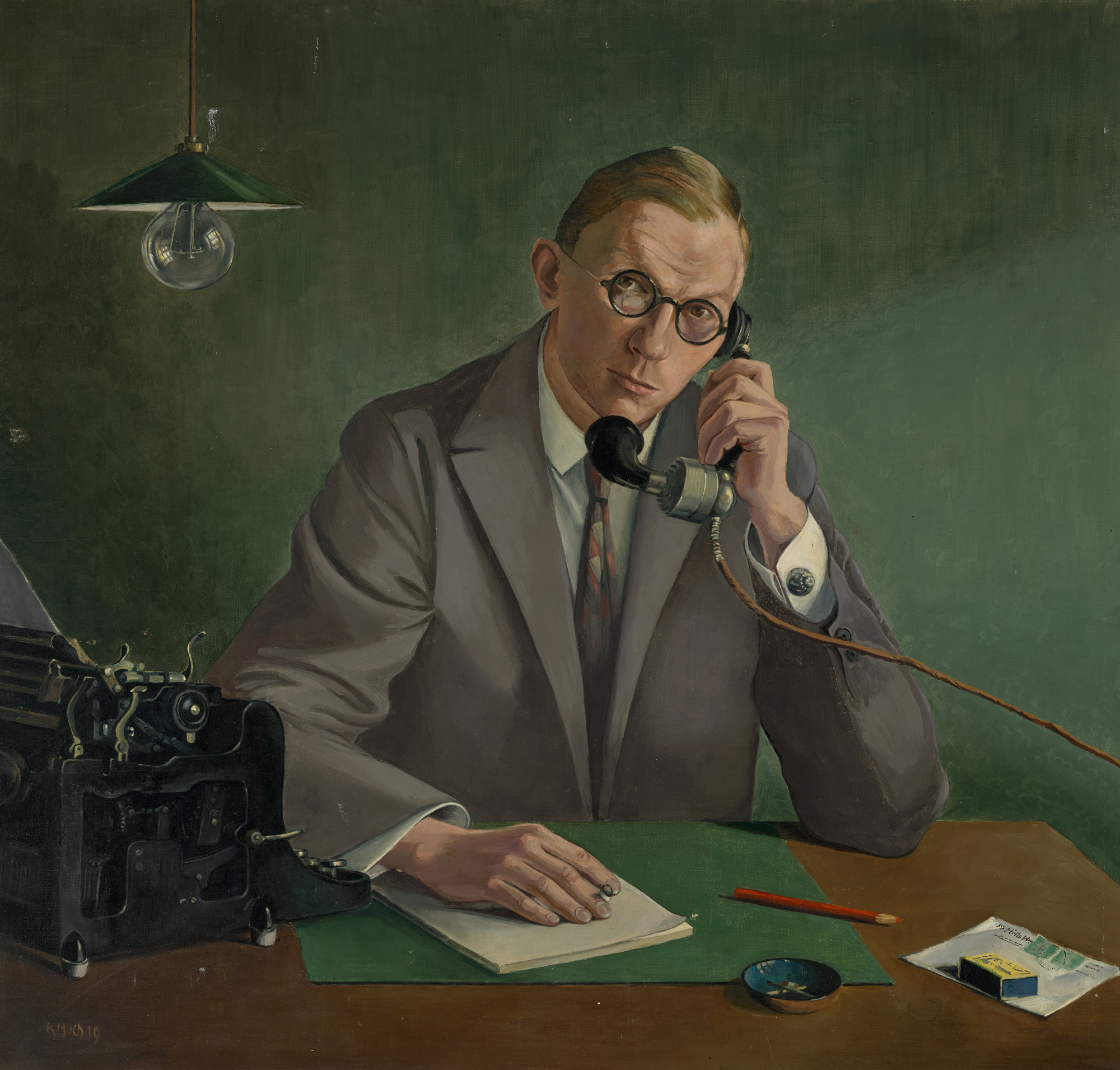
Dr. Erich Müller-Kamp (1929) (Städtische Galerie im Lenbachhaus)
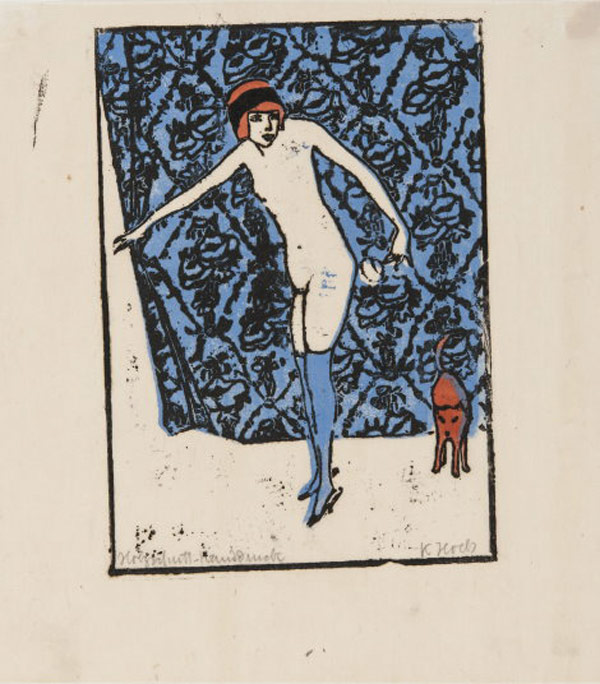
Akt vor blauem Vorhang (vor 1933) (Sammlung Felix Häberle)
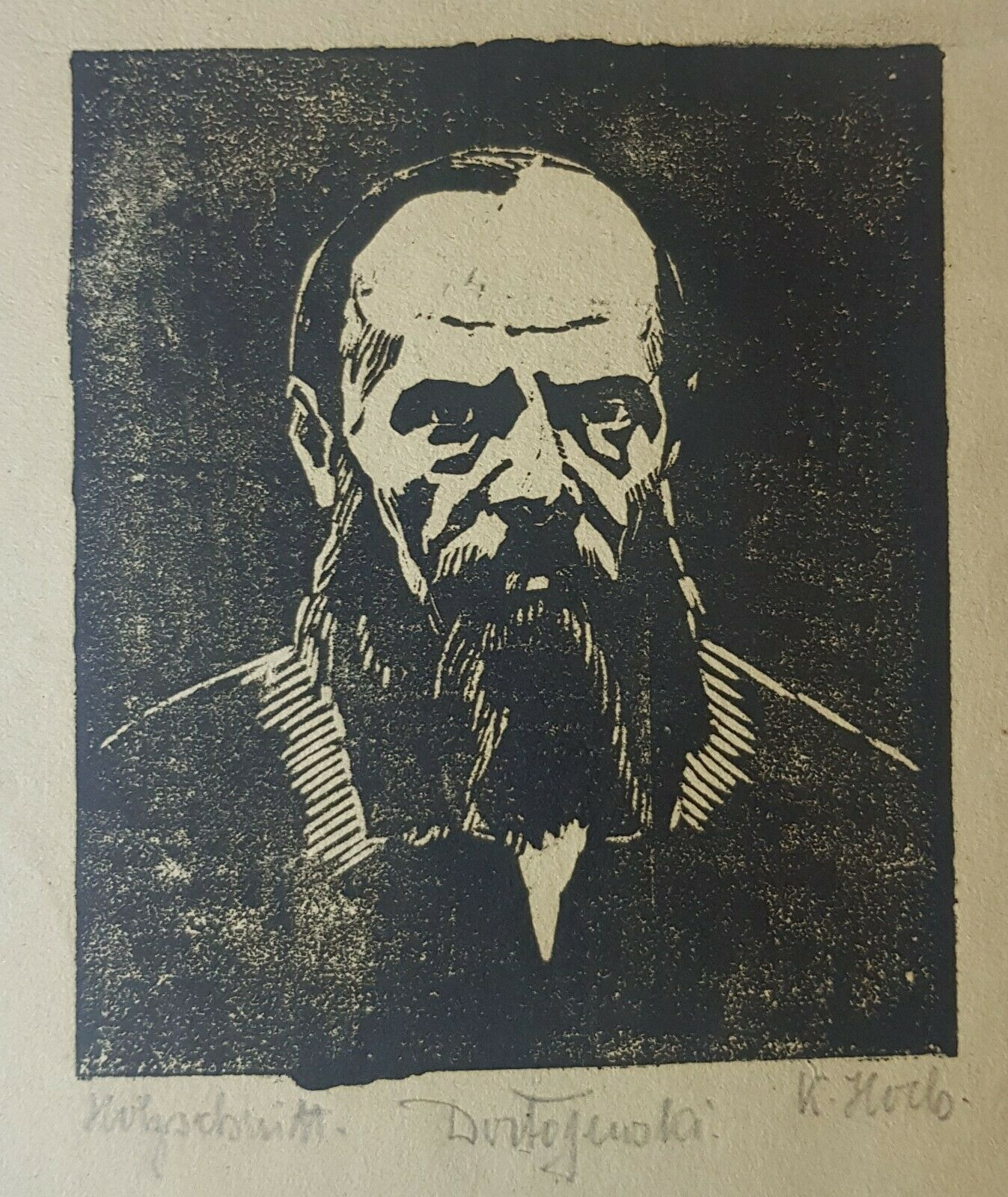
Dostojewski (vor 1933)